# Saint-Chef
Saint-Chef är en kommun i departementet Isère i regionen Auvergne-Rhône-Alpes i sydöstra Frankrike. Kommunen ligger i kantonen Bourgoin-Jallieu-Nord som tillhör arrondissementet La Tour-du-Pin. År 2022 hade Saint-Chef 3 910 invånare.

## Befolkningsutveckling
Antalet invånare i kommunen Saint-Chef
Referens:INSEE

## Vänorter
- Le Mouret, Schweiz (1982)
- Contrecoeur, Kanada (1993)